# NGC 6870
NGC 6870 é uma galáxia espiral (Sab) localizada na direcção da constelação de Telescopium. Possui uma declinação de -48° 17' 12" e uma ascensão recta de 20 horas, 10 minutos e 10,4 segundos.
A galáxia NGC 6870 foi descoberta em 7 de Julho de 1834 por John Herschel.